# Milo (Nowy Jork)
Milo – miasto w Stanach Zjednoczonych, w stanie Nowy Jork, w hrabstwie Yates.